# Barrow County
Barrow County is een county in de Amerikaanse staat Georgia.
De county heeft een landoppervlakte van 420 km² en telt 46.144 inwoners (volkstelling 2000). De hoofdplaats is Winder.